# Annemie
Annemie ist eine Kurzform des weiblichen Vornamens Annemarie.

## Bekannte Namensträger
- Annemie Klöckner-Bauer (* 1925), deutsche Zeitungsverlegerin und Chefredakteurin
- Annemie Anne Francine Coenen (* 1978), Sängerin der Gruppe Annagrace
- Annemie Fontana (1925–2002), Schweizer Künstlerin und Bildhauerin
- Annemie Mann (20. Jahrhundert), deutsche  Tischtennisspielerin
- Annemie Neyts-Uyttebroeck (* 1944), belgische Politikerin (Open VLD)
- Annemie Osborne, Musikerin
- Annemie Renz (1950–2003), deutsche Politikerin (Bündnis 90/Die Grünen)
- Annemie Turtelboom (* 1967), belgische Politikerin (Open VLD)
- Annemie Vanackere, Theaterleiterin
- Anne-Mie van Kerckhoven (* 1951), belgische Künstlerin
- Annemie Wolff (1906–1994), deutsch-niederländische Fotografin und Widerstandskämpferin

## Künstlername
- Annemie, Künstlername von Annemarie Eilfeld (* 1990), deutsche Sängerin
- Annemie Hülchrath, eine Figur von Cordula Stratmann (* 1963), deutsche Schauspielerin, Komikerin und Moderatorin